# Universitat de Lleó
La Universitat de Lleó és una universitat pública espanyola amb seu a Lleó i amb un campus addicional a Ponferrada.
L'embrió de la universitat està el 1843, quan es crea l'Escola Normal de Mestres o Seminari de Mestres d'Instrucció Pública i a l'Escola Subalterna de Veterinària, fundada el 1852, establint les bases de la futura universitat lleonesa. Va ser fundada el 1979 com a escissió de la Universitat d'Oviedo, a partir de les diverses Escoles i Facultats que, dependents d'aquella, existien des de temps anteriors a la ciutat de Lleó.
Els últims anys la universitat ha signat importants convenis de col·laboració, entre els quals destaca el signat amb la Universitat de Washington, que ha permès la instal·lació a Lleó de la segona seu europea d'aquesta universitat per l'aprenentatge de l'espanyol, amb capacitat per 500 alumnes, i el signat amb la Universitat de Xiangtan, que ha propiciat la implantació a la ciutat de l'Institut Confuci.

## Història
Segle XIX

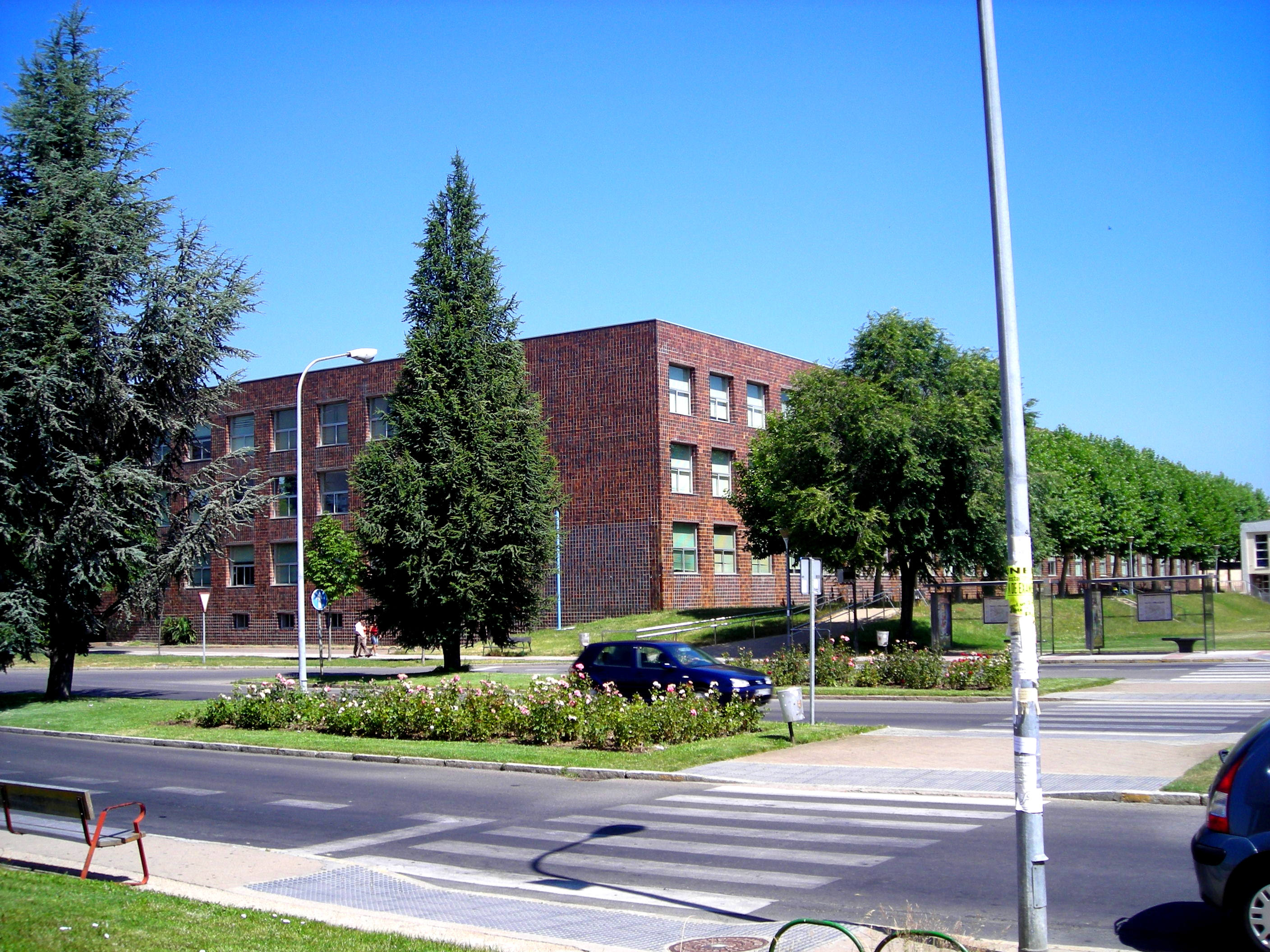
Facultat de Filosofia i Lletres

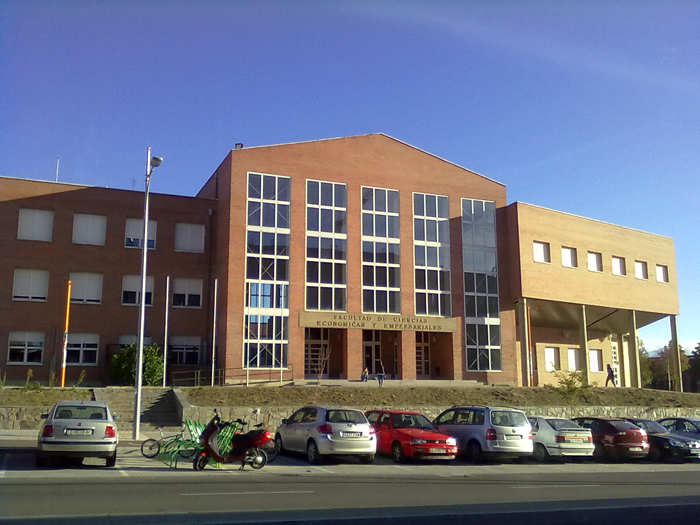
Facultat de Ciències Econòmiques i Empresarials.

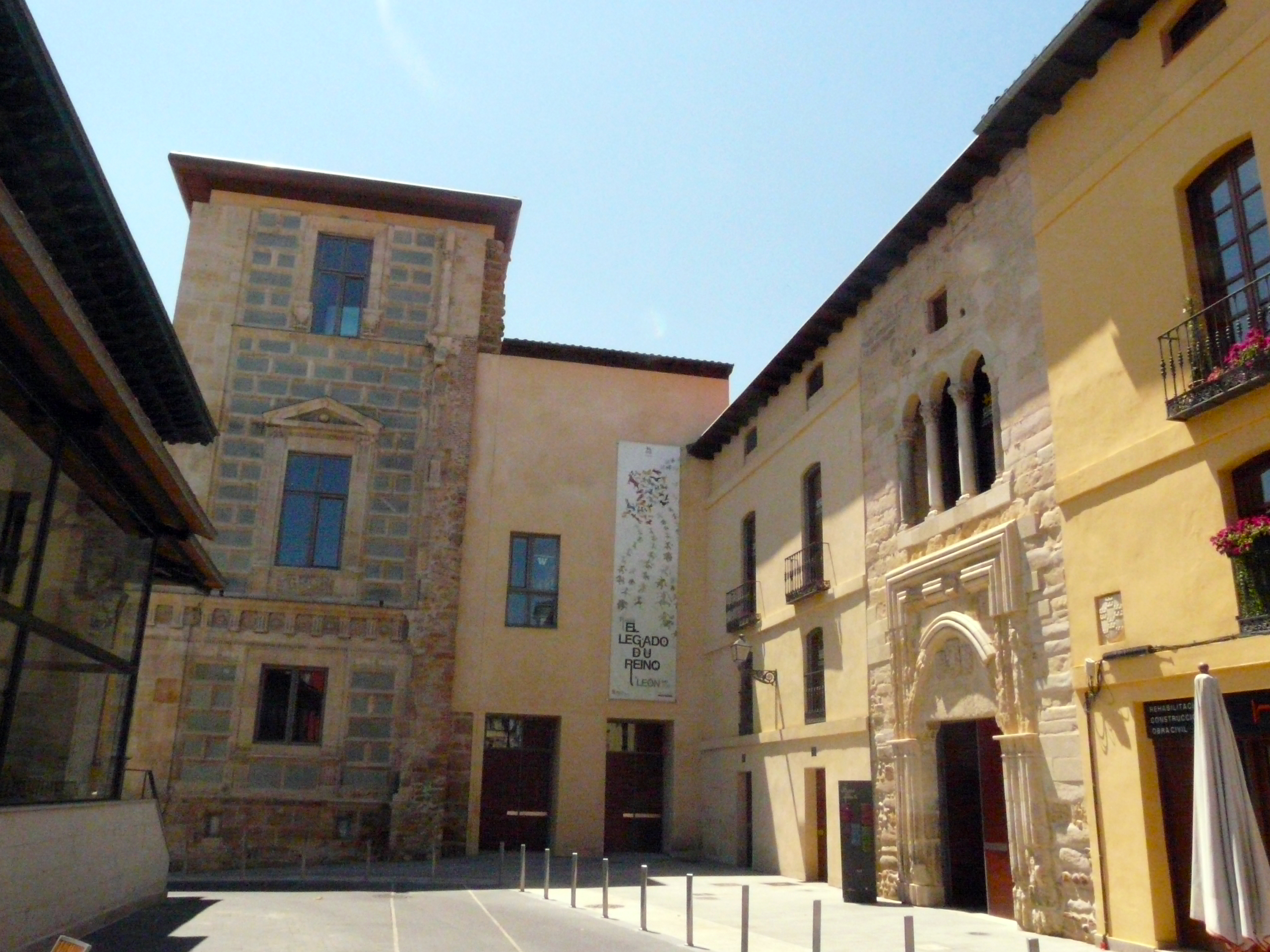
La Universitat de Washington té la seu en el palau del comte Lluna.

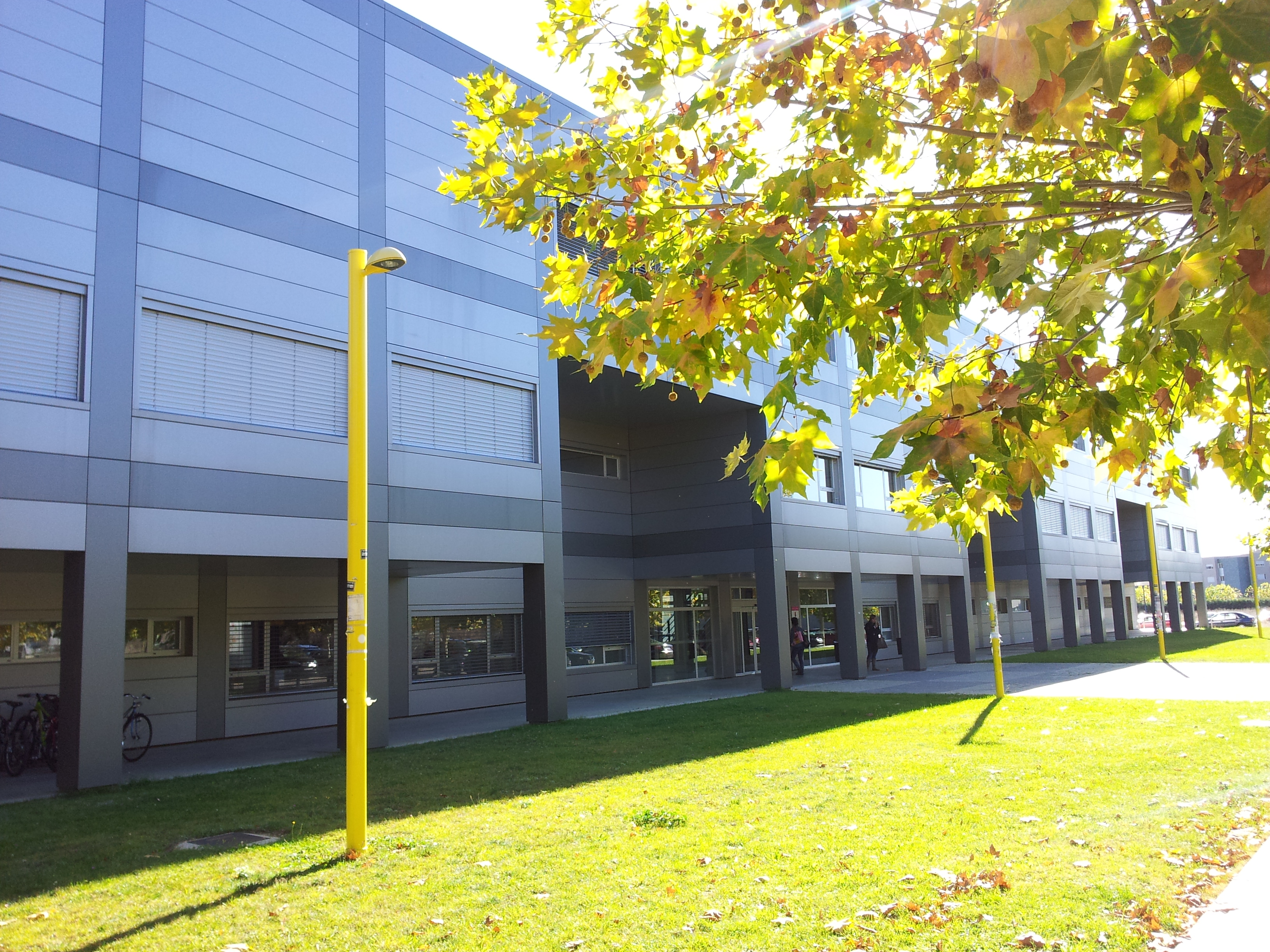
Seu del supercomputador Caléndula, a l'Edifici CRAI-TIC de la universitat.

El germen de la universitat de Lleó es troba en la creació el 1843 de l'Escola Normal de Mestres o Seminari de Mestres d'Instrucció Pública, que esdevindria la Facultat d'Educació. El 1852 es crea l'Escola Subalterna de Veterinària, que es convertirà amb el temps en la Facultat de Veterinària, la facultat de més projecció i fama de la Universitat. Durant la resta del segle xix no es creen nous centres educatius, havent d'esperar al canvi de segle.
Segle XX
El 1914 es crea l'Escola Elemental de Comerç el 1914, després de reiterades gestions dels responsables de la Cambra de Comerç i Indústria de Lleó. El 1943 l'Escola Subalterna de Veterinària es converteix en la Facultat de Veterinària, gràcies a la qual es crea la secció de Ciències Biològiques el 1961, encara que les seves activitats no començarien fins al 1968.
La Facultat de Veterinària va ser el veritable inici de la Universitat de Lleó, ja que a més de la secció de Ciències Biològiques també va albergar els ensenyaments de Dret, l'Acadèmia "San Raimundo de Peñafort" i el SEU, adscrit a la Universitat d'Oviedo. A més, també compartia espai a la Facultat de Veterinària l'Escola de Capatassos Facultatius de Mines i Fàbriques Metal·lúrgiques, creada el 1943, germen de l'actual Escola Superior i Tècnica d'Enginyers de Mines, així com dels Perits Agrícoles, creada el 1963 i origen de l'actual Escola Superior i Tècnica d'Enginyeria Agrària.
La creació de la Universitat
El camí a la creació de la Universitat passava per superar el llistó legal de tres facultats, exigit per instituir-se en universitat. El 1970, la Llei General d'Educació que va permetre la incorporació a la universitat les actuals Escoles Universitàries va produir el revulsiu en la societat lleonesa que va permetre iniciar la creació de la Universitat de Lleó.
El 1972 es va crear el Col·legi Universitari de Lleó, amb el patrocini de Caja León, avui Caixa Espanya-Duero, primer per a Filosofia i Lletres i més tard ampliat a Dret. La secció de Ciències Biològiques es va convertir en facultat el 1975.
El canvi es va produir el 1979, ja en la democràcia, amb la publicació de la Llei 29/1979 mitjançant la qual es creava la Universitat de Lleó, afegint al seu catàleg les escoles universitàries d'Enginyeria Tècnica Industrial, les adscrites a Infermeria, que pertanyien a la Diputació de Lleó, la de Formació del Professorat d'EGB de Ponferrada, patrocinada per l'església catòlica i finalment l'Escola de Treball Social.
Segle XXI
Actualment la Universitat de Lleó compta amb dos campus, un a Lleó, en terrenys de Vegazana,en altre temps pertanyents al Bisbat de Lleó i després de ser adquirits per Caja León donats per a la creació del Col·legi Universitari lleonès i un altre a Ponferrada, a l'entorn de l'antic hospital "Camino de Santiago" i inaugurat el 1996. En els seus dos campus, la Universitat imparteix 37 titulacions de grau i 18 de postgrau.
Els últims anys la Universitat ha signat importants convenis de col·laboració, entre els quals destaca el signat amb la Universitat de Washington, que ha permès la instal·lació a Lleó de la segona seu europea d'aquesta universitat per a l'aprenentatge de l'espanyol, amb capacitat per a 500 alumnes, i el signat amb la Universitat de Xiangtan, que ha afavorit la implantació a la ciutat de l'Institut Confuci. Ambdues universitats compten amb seu pròpia a la ciutat, la primera al Palau del Conde Luna i la segona, provisionalment, a l'edifici del Centre d'idiomes de la Universitat de Lleó.

## Centres i facultats
La Universitat de Lleó disposa de 8 facultats, 6 escoles i 2 centres privats adscrits distribuïts entre els campus de Vegazana i Ponferrada. L'oferta es complementa amb un centre d'idiomes que pertany a la Universitat, un Centre TIC, on es troba el superordinador Caléndula i es realitzen pràctiques en l'empresa HP. Associat a la Universitat hi ha també l'Hospital Clínic Veterinari de Castella i Lleó, on realitzen les pràctiques els estudiants de la Facultat de Veterinària, amb influència a Astúries, Cantàbria, País Basc, a més de Castella i Lleó, amb un total de 9,5 milions de caps de bestiar.

### Rectorat
Situat al centre de la ciutat de León, ocupa l'antic edifici que, durant dècades, va albergar la Facultat de Veterinària, autèntic germen de la Universitat. Després que aquesta abandonés l'avinguda que avui porta el seu nom (Avinguda de la Facultat de Veterinària) i es traslladés al Campus de Vegazana, l'edifici va ser enterament remodelat i adaptat a la seva nova funció, albergant avui, entre altres dependències, el Pavelló de Govern, amb el Rectorat i els serveis administratius, i l'hostatgeria de la Universitat. Així mateix, s'han habilitat diverses aules, salons i paranimfs, on es duen a terme els actes més solemnes de la Institució. El nou edifici va ser inaugurat en un solemne acte acadèmic, al que van assistir nou rectors i les autoritats autonòmiques, provincials i locals el 18 de desembre de 1989.

### Casa de l'estudiant
Ocupa bona part de l'antic edifici de la Facultat de Veterinària, al centre de la ciutat, on se situa també el Pavelló de Govern. En ell, els estudiants compten amb instal·lacions culturals i d'oci: a més de nombroses sales d'estudi, que compten amb un ampli horari d'obertura, prorrogat fins a les 24 h. al dia en els períodes d'exàmens i previs a aquests, en ell se situa també l'Ateneu Cultural, on es troba el teatre El Albéitar, sales d'exposicions, conferències, tallers...
Al pati d'accés a l'edifici, finalment, s'ha construït recentment un petit edifici, denominat del XXV Aniversari, que alberga dependències administratives i la tenda de la Universitat.

### IBIOMED
L'Instituto de Biomedicina o IBIOMED és un institut de la Universitat de Lleó (Espanya) dedicat a la recerca biomèdica a les àrees de coneixement en les quals la Biologia i altres disciplines relacionades serveixin de base per a la resolució de problemes de la salut de l'ésser humà, coneixement de la seva fisiologia i del seu desenvolupament normal i harmònic. Igualment s'inclou la recerca en salut pública, on l'epidemiologia, la sociologia i altres disciplines afins tenen la seva aplicació.

## Personatges
Rectors

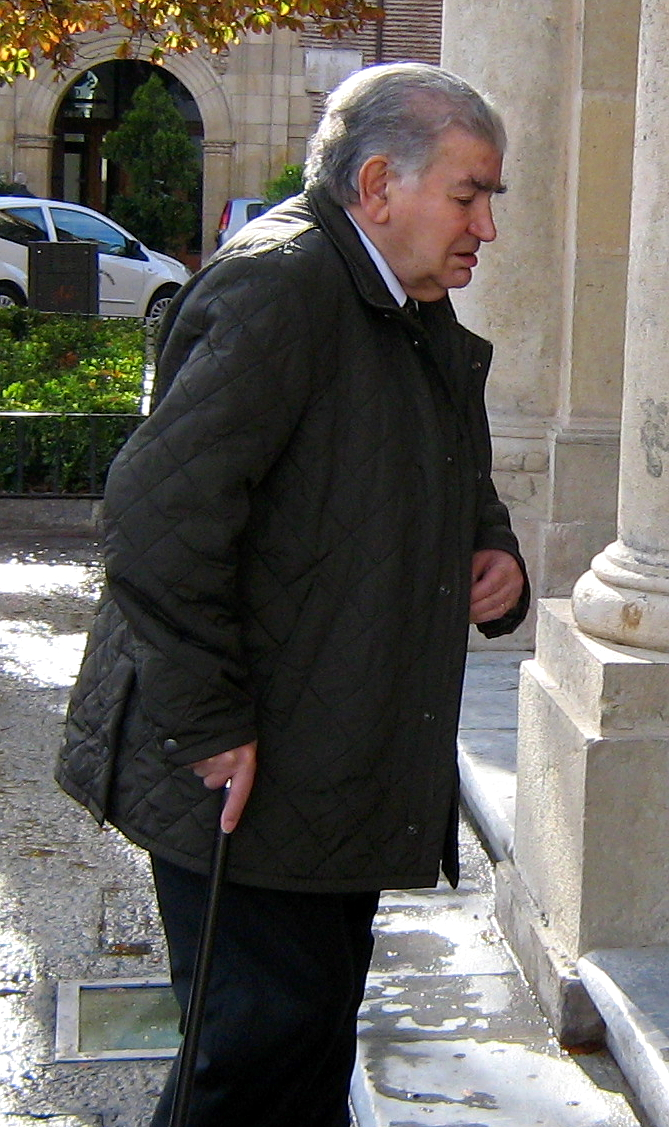
Antonio Gamoneda.

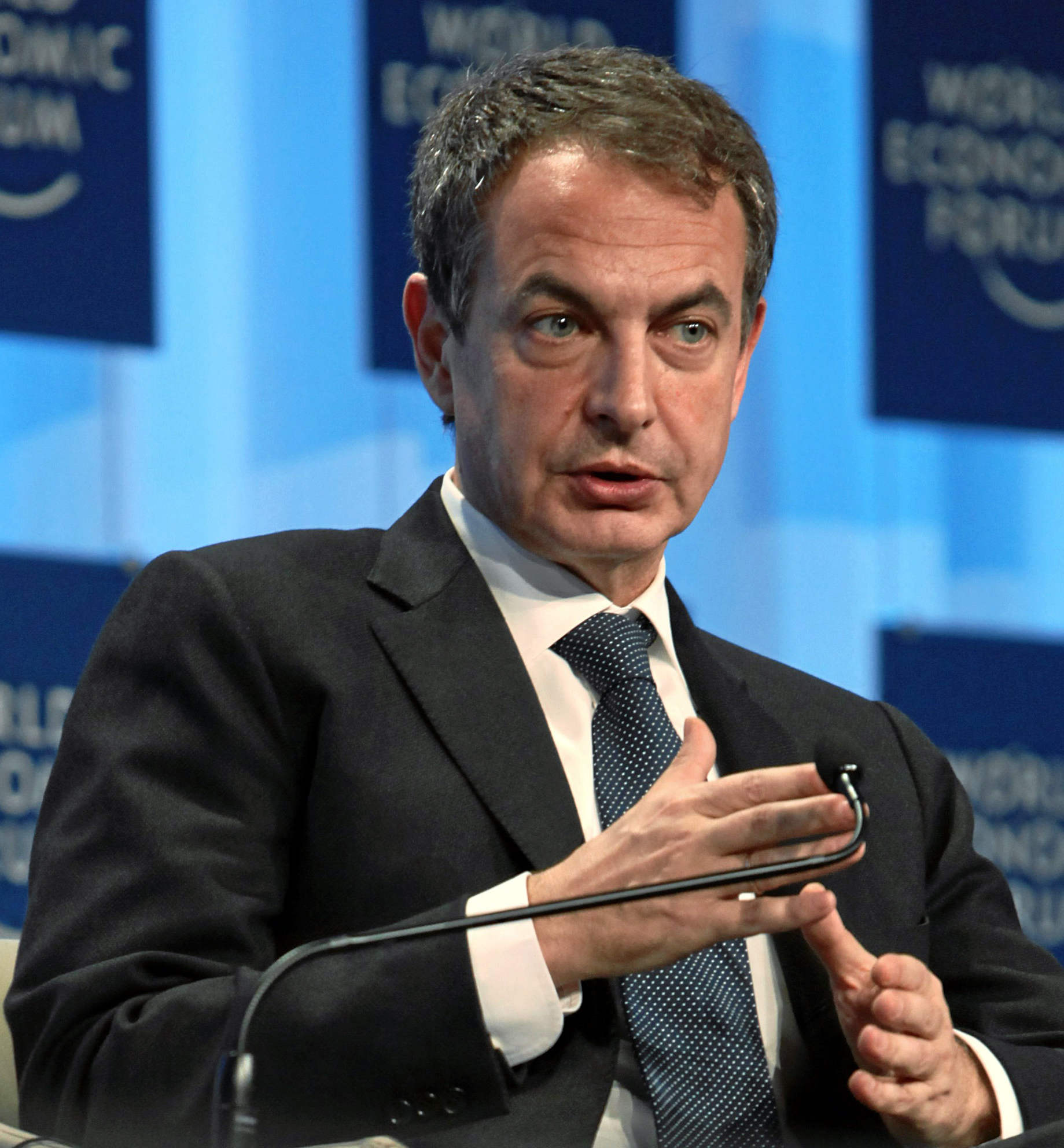
José Luis Rodríguez Zapatero.

- Andrés Suárez y Suárez (1982-1984), Catedràtic d'Agricultura i Economia Agrària.
- Miguel Cordero del Campillo (1984-1986), Catedràtic de Parasitologia.
- Juan Manuel Nieto Nafría (1986-1990), Catedràtic de Zoologia.
- Julio César Santoyo Mediavilla (1990-2000), Catedràtic de Traducció i Interpretació.
- Ángel Penas Merino (2000-2008), Catedràtic de Botànica.
- Jose Ángel Hermida Alonso (2008-), Catedràtic de Matemàtiques.

Doctor Honoris causa 
- Victoriano Crémer (1906-2009), poeta, novel·lista i assagista.
- Ramon Carnicer Blanco (1912-2007), escriptor.
- Antonio Pereira (1923-2009), poeta i escriptor.
- Ramón Martín Mateo (1928), jurista.
- Antonio Gamoneda (1931), poeta.
- Manuel Castells (1942), sociòleg.

Il·lustres mestres 
- Enrique Javier Díez Gutiérrez, assagista i pedagog. (professor d'Educació)
- Salvador Gutiérrez Ordóñez, lingüista. (professor de Filosofia i Lletres)
- José Enrique Martínez Fernández, filòleg, poeta i assagista. (professor de Filosofia i Lletres)
- Jaime Rabanal García, polític i economista. (professor d'Econòmiques i Empresarials)
- Carmen Acedo Casado, botànica. (Professora de Biològiques i Ambientals)
- Francisco Insulsa Wagner, polític, jurista i escriptor. Diputat del Parlament Europeu per Unió Progresso i Democràcia (professor de Dret)

Cèlebres alumnes 
- José Luis Rodríguez Zapatero, President del Govern (2004-2011) i polític (alumne de Dret)
- Sonsoles Espinosa Díaz, esposa de l'anterior. (Alumna de Dret)
- Ana Isabel Conill, poeta i traductora. (Alumna de Biològiques)
- Javier Menéndez Llamazares, escriptor (alumne de Biblioteconomia i Documentació, i Lingüística)
- Manuel Núñez Pérez, Ministre de Sanitat i Consum (1981-1982), advocat i polític (alumne de Dret)